# John Norcross
John Nicolas Norcross (født 23. april 1688 – død 4. december 1758) britisk fribytter og dansk statsfange, sad som fange i Kastellet i 32 år. Hans far George var major i kong Jakobs tjeneste, og hans mor kunne ligeledes regnes til den gamle adel.  Allerede som barn tog Norcross til søs og flakkede om i hele den vide verden; men i 1717 giftede han sig med en frk. Brocke og fik med hende to sønner. 
I Den Store Nordiske Krigs dage kom han i svensk tjeneste som kaperkaptajn, men blev i 1718 opbragt af Tordenskjold ved Dragør og bragt til København, hvor han i nogen tid sad som krigsfange på Bremerholm.
Herfra flygtede han til Sverige, hvor han under påvirkning af Otto von Gørtz lagde en plan om at passe den danske kronprins Christian (6.) op, forklædt som fisker; bortføre ham og overgive ham i svenskernes hænder. Efter at have sluttet sig til stuarternes parti, var Norcross ikke mere tryg på engelsk jord.  4 eller 5 gange i sommeren 1718 lå han på lur i en velbemandet båd under en bro ved Gyldenlund Slot, hvor kronprins Christian opholdt sig; men uden held. Til sidste henvendte han sig i stedet til den danske konge og foreslog, at han kunne tage til Sankt Petersborg, tage Peter den Store til fange og sætte ild til den russiske flåde. Kongen havde ingen tiltro til den plan og gav ham en frist på 24 timer til at forlade Danmark. 
Langt om længe blev Norcross 1726 pågrebet og sat i spjældet i Kastellet i København. Samme år i september brød han sig, ved hjælp af en knækket saks og et tilsnittet kødben, ud gennem fængselsvæggen, svømmede over voldgraven, sprang i Øresund og var svømmet halvvejs til Hven, da nogle fiskere trak ham op af vandet. Via Skåne nåede han frem til Hamborg. Men i 1727 blev han pågrebet i Altona og ført tilbage til sit fangehul. Denne gang blev vinduet til hans celle muret til. I afhør beskyldtes han for at have villet rydde Frederik 4. af vejen og stikke den danske flåde i brand. Norcross var kun lænket på hænder og fødder om dagen, og greb muligheden til et nyt, natligt flugtforsøg. Han smurte sig ind med olie og sæbe, og trak en frakke udenpå. Så tilkaldte han vagten, og smuttede forbi ham, da han åbnede døren. Da vagten greb ham i frakken, gled denne af. Splitternøgen sprang Norcross i voldgraven, men denne gang blev han straks indfanget, da en forfølger greb fat i hans hår, som var det eneste, han ikke havde smurt ind. 
Derpå blev han efter kongens ordre sat i bolt og jern i et 4 alen langt og 3 alen bredt bur af tykke egestolper, kaldt "fugleburet", med en solid jernpæl på tværs af buret. Her sad han lænket og under opsyn af to underofficerer, jævnlig fremvist som et vildt dyr for nysgerrige for penge. Det skal have været en populær søndagsfornøjelse for københavnerne at bese "den skøre englænder". 
I 1742 blev han på dronningens forbøn løst af jern og kom ud af "fugleburet", hvor han havde søgt trøst i sin elendighed ved at tæmme og dressere mus og rotter, der gerne gemte sig i hans hvide skæg, men sin frihed genvandt han aldrig; han sad til sin død i Citadellets fangetårn. Christian 6. noterer selv, at han gerne havde vist ham større nåde, hvis han ikke havde været et "saa aldeles slet og ugudeligt Menneske".
Norcross skrev på engelsk en beretning om sit eventyrlige liv,  Libo pan, libo propal ("Alt eller intet"), udg. 1796, hvor han dog ikke vedgår sine attentater mod kronprinsen.
I Kastellets fængsel har der siden 1999 været en rekonstruktion af John Norcross i buret med sine mus.